# 相馬信義
相馬 信義（そうま のぶよし、1945年1月16日 - ）は、日本の経営者。古河機械金属社長、会長を務めた。

## 来歴・人物
大分県出身。1967年に慶應義塾大学経済学部を卒業し、同年に古河機械金属に入社した。1995年に執行役員に就任し、2004年6月に常務を経て、2007年6月に社長に就任。2013年6月に会長に就任。